# يوتيكا (مسيسيبي)
يوتيكا (بالإنجليزية: Utica, Mississippi)‏ هي بلدة تقع في مقاطعة هايندز (ميسيسيبي) بولاية مسيسيبي في الولايات المتحدة. تبلغ مساحتها 7.8 (كم²)، وترتفع عن سطح البحر 90 م، بلغ عدد سكانها 966 نسمة في عام 2000 حسب إحصاء مكتب تعداد الولايات المتحدة وتصل الكثافة السكانية فيها 124.7 نسمة/كم2.

## التركيبة السكانية
حدّد مكتب تعداد الولايات المتحدة بيانات التركيبة السكانية ليوتيكا في تعداد الولايات المتحدة. في ما يلي، التركيبة السكانية حسب تعدادي 2000 و2010.

### تعداد عام 2000
بلغ عدد سكان يوتيكا 966 نسمة بحسب تعداد عام 2000، وبلغ عدد الأسر 339 أسرة وعدد العائلات 241 عائلة مقيمة في البلدة. في حين سجلت الكثافة السكانية 124.2 نسمة لكل كيلومتر مربع (321.7/ميل2). وبلغ عدد الوحدات السكنية 397 وحدة بمتوسط كثافة قدره 51 لكل كيلومتر مربع (132.1/ميل2).
وتوزع التركيب العرقي للبلدة بنسبة 30.54% من البيض و66.36% من الأمريكيين الأفارقة و0.10% من الأمريكيين الأصليين و0.31% من الأمريكيين ذوي الأصول الآسيوية و2.07% من الأعراق الأخرى و0.62% من عرقين مختلطين أو أكثر و3.83% من الهسبانيون أو اللاتينيون من أي عرق.
بلغ عدد الأسر 339 أسرة كانت نسبة 37.5% منها لديها أطفال تحت سن الثامنة عشر تعيش معهم، وبلغت نسبة الأزواج القاطنين مع بعضهم البعض 37.8% من أصل المجموع الكلي للأسر، ونسبة 27.4% من الأسر كان لديها معيلات من الإناث دون وجود شريك، بينما كانت نسبة 5.9% من الأسر لديها معيلون من الذكور دون وجود شريكة وكانت نسبة 28.9% من غير العائلات. تألفت نسبة 26% من أصل جميع الأسر من عدة أفراد يعيشون في نفس المنزل ونسبة 15% كانت تتألف من شخص يعيش بمفرده يبلغ من العمر 65 عاماً أو أكثر. وبلغ متوسط حجم الأسرة المعيشية 2.85، أما متوسط حجم العائلات فبلغ 3.43.
بلغ العمر الوسطي للسكان 31.6 عاماً. وكانت نسبة 28.8% من القاطنين تحت سن الثامنة عشر، وكانت نسبة 11.7% بين الثامنة عشر والرابعة والعشرين عاماً، ونسبة 24.8% كانت واقعةً في الفئة العمرية ما بين الخامسة والعشرين والرابعة والأربعين عاماً، ونسبة 18.3% كانت ما بين الخامسة والأربعين والرابعة والستين، ونسبة 16.4% كانت ضمن فئة الخامسة والستين عاماً فما فوق. يوجد لكل 100 أنثى 94.4 ذكر، ويوجد لكل 100 أنثى في الثامنة عشر من عمرها فما فوق 85.9 ذكر.
بلغ متوسط دخل الأسرة في البلدة 27,614 دولارًا، أما متوسط دخل العائلة فبلغ 30,083 دولارًا. وكان متوسط دخل الذكور 28,594 دولارًا مقابل 21,932 دولارًا للإناث. وسجل دخل الفرد الخاص بالبلدة 11,491 دولارًا. وكانت نسبة 17.1% من العائلات ونسبة 27.1% من السكان تحت خط الفقر، وكان من هؤلاء نسبة 37.1% تحت سن الثامنة عشر ونسبة 24.5% في الخامسة والستين من العمر وما فوق.

### تعداد عام 2010
بلغ عدد سكان يوتيكا 820 نسمة بحسب تعداد عام 2010، وبلغ عدد الأسر 297 أسرة وعدد العائلات 206 عائلة مقيمة في البلدة. في حين سجلت الكثافة السكانية 105.4 نسمة لكل كيلومتر مربع (273.0/ميل2). وبلغ عدد الوحدات السكنية 342 وحدة بمتوسط كثافة قدره 44 لكل كيلومتر مربع (114.0/ميل2).
وتوزع التركيب العرقي للبلدة بنسبة 27.44% من البيض و64.15% من الأمريكيين الأفارقة و0.12% من الأمريكيين الأصليين و0.73% من سكان جزر المحيط الهادئ و7.32% من الأعراق الأخرى و0.24% من عرقين مختلطين أو أكثر و8.66% من الهسبانيون أو اللاتينيون من أي عرق.
بلغ عدد الأسر 297 أسرة كانت نسبة 38.4% منها لديها أطفال تحت سن الثامنة عشر تعيش معهم، وبلغت نسبة الأزواج القاطنين مع بعضهم البعض 38% من أصل المجموع الكلي للأسر، ونسبة 22.2% من الأسر كان لديها معيلات من الإناث دون وجود شريك، بينما كانت نسبة 9.1% من الأسر لديها معيلون من الذكور دون وجود شريكة وكانت نسبة 30.6% من غير العائلات. تألفت نسبة 26.3% من أصل جميع الأسر من عدة أفراد يعيشون في نفس المنزل ونسبة 12.5% كانت تتألف من شخص يعيش بمفرده يبلغ من العمر 65 عاماً أو أكثر. وبلغ متوسط حجم الأسرة المعيشية 2.76، أما متوسط حجم العائلات فبلغ 3.33.
بلغ العمر الوسطي للسكان 36.3 عاماً. وكانت نسبة 27.7% من القاطنين تحت سن الثامنة عشر، وكانت نسبة 9.5% بين الثامنة عشر والرابعة والعشرين عاماً، ونسبة 21.8% كانت واقعةً في الفئة العمرية ما بين الخامسة والعشرين والرابعة والأربعين عاماً، ونسبة 27.8% كانت ما بين الخامسة والأربعين والرابعة والستين، ونسبة 13.2% كانت ضمن فئة الخامسة والستين عاماً فما فوق. وتوزع التركيب الجنسي للسكان بنسبة 48.8% ذكور و51.2% إناث.

## أعلام
- ديريك نيوتن
- مارسيل يونغ
- ألونزو برادلي
- ليندسي هنتر
- سوني بوي نيلسون

## وصلات خارجية
- The US50 - Cities and Towns in Mississippi State
- Mississippi Cities and Towns, Facts, Map, Flag, Colleges, Government, and More